# Bruno Herrero Arias
Bruno Herrero Arias (Jerez de la Frontera, 13 febbraio 1985) è un ex calciatore spagnolo, di ruolo centrocampista.

## Caratteristiche tecniche
Interno di centrocampo, può giocare sia come mediano sia come trequartista.

## Palmarès

### Club

#### Competizioni nazionali
- Campionato thailandese: 1

Buriram United: 2013

#### Competizioni internazionali
- Coppa UEFA: 1

Siviglia: 2005-2006